# Perama
Perama es un género con 30 especies de plantas fanerógamas perteneciente a la familia de las rubiáceas. Es el único miembro de la tribu Perameae.
Es nativa del Caribe y Sudamérica tropical.

## Especies seleccionadas
- Perama carajensis J.H.Kirkbr. (1980).
- Perama dichotoma Poepp. in E.F.Poeppig & S.L.Endlicher (1841).
- Perama ericoides Poepp. in E.F.Poeppig & S.L.Endlicher (1841).
- Perama galioides (Kunth) Poir. in G.-F.Cuvier (1825).